# Martyrium (architecture)
Pour les articles homonymes, voir Martyrium.

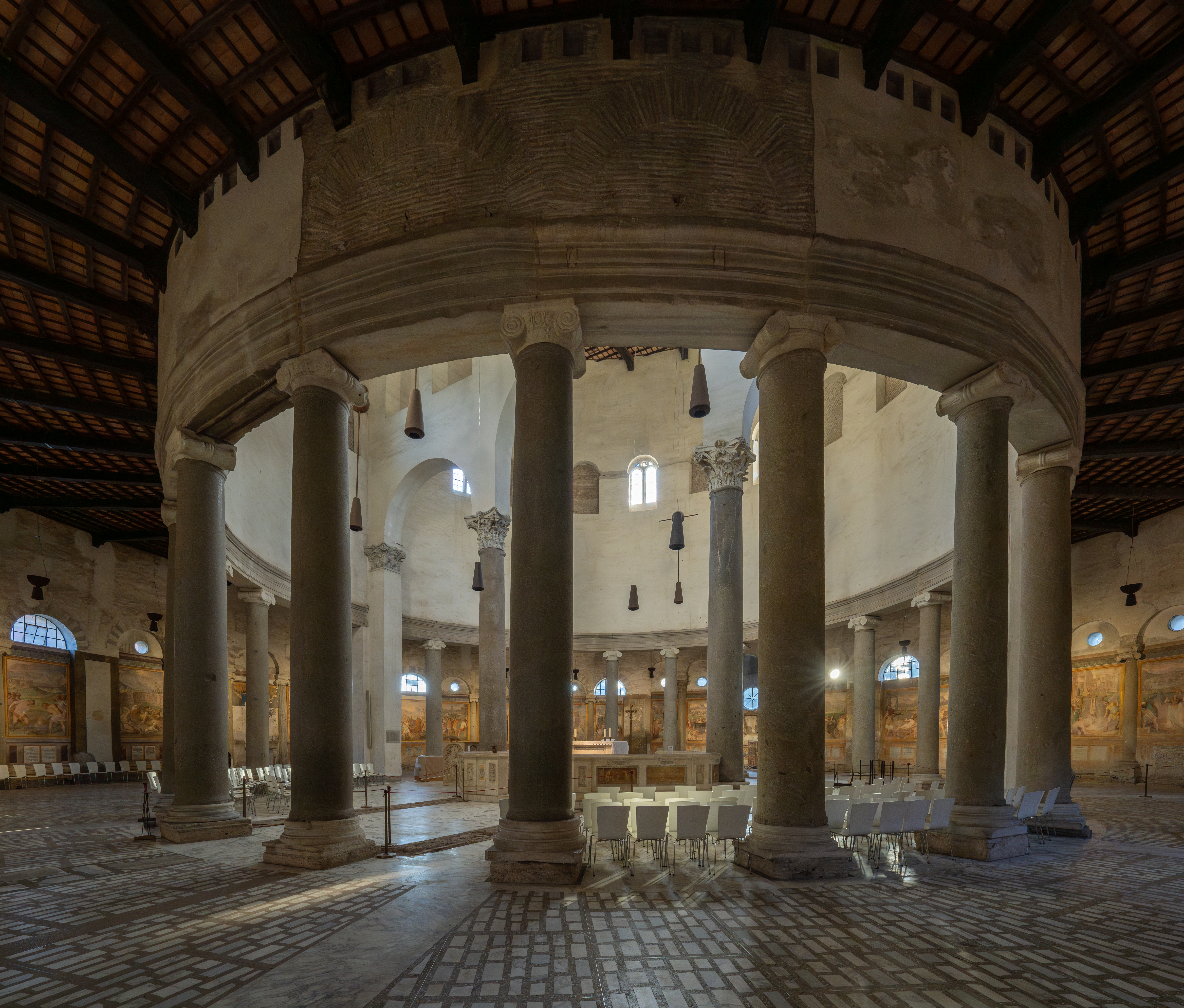
L'intérieur de l'église Saint-Étienne-le-Rond à Rome.

Un martyrium est un édifice religieux construit sur un site qui témoigne de la foi chrétienne, soit en se référant à un événement dans la vie ou la Passion du Christ, soit en abritant le tombeau d'un martyr. Il n'a pas à l'origine de plan architectural standard mais il a souvent adopté le modèle architectural des mausolées païens, à plan centré et symétrique. Il peut parfois être combiné avec un plan basilical, comme dans les grandes basiliques martyriales romaines (basilique Saint-Pierre, basilique Saint-Paul-hors-les-Murs de Rome).
L'exemple le plus illustre est le Saint-Sépulcre à Jérusalem.

## Historique
Le culte des martyrs par les chrétiens est attesté dès la seconde moitié du IIe siècle. Leurs reliques sont vénérées dans les cimetières en célébrant les saints mystères sur leurs tombes, les chrétiens les plus riches pouvant être inhumés ad sanctos (« près des saints ») afin de bénéficier des virtus de ces martyrs. Ces premières tombes n'ont pu être préservées au temps des persécutions et ne sont pas toujours demeurées connues. Aussi, à partir du IVe siècle, les fidèles et les évêques ont le souci de procéder à de nouveaux aménagements autour de ces tombes saintes et même de construire de nouveaux monuments funéraires afin qu'ils deviennent le centre d’une vénération efficace : des martyria sont construits en dehors des villes puis dans les centres urbains pour abriter des reliquaires ou des monuments dédiés, les memoriæ funéraires (petits mausolées), nécessaires après la translation et la division des reliques (division rendue nécessaire par le nombre des martyrs diminuant après l'édit de Milan promulgué par Constantin Ier par lequel il légalise le christianisme dans l'Empire romain).
Le pouvoir thaumaturgique, élément essentiel de la sainteté, demeure actif par l'intermédiaire de ces tombes, ce qui favorise la dévotion spontanée à ces innombrables martyrs locaux et la création de faux martyrs. Si bien que le concile de Carthage de 348 sent la nécessité de contrôler leur authenticité et d'écarter ces faux martyrs.